# Line-crosser (Biesbosch)

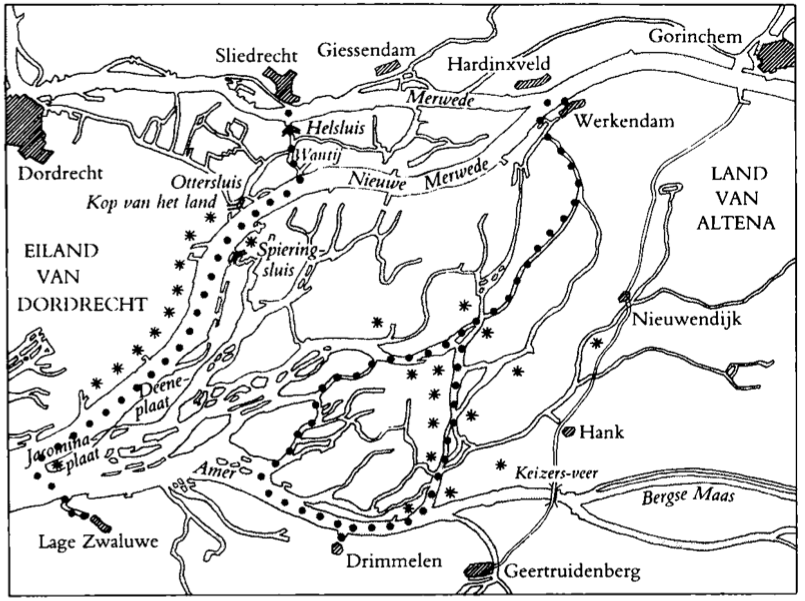
De crossingroutes door de Biesbos

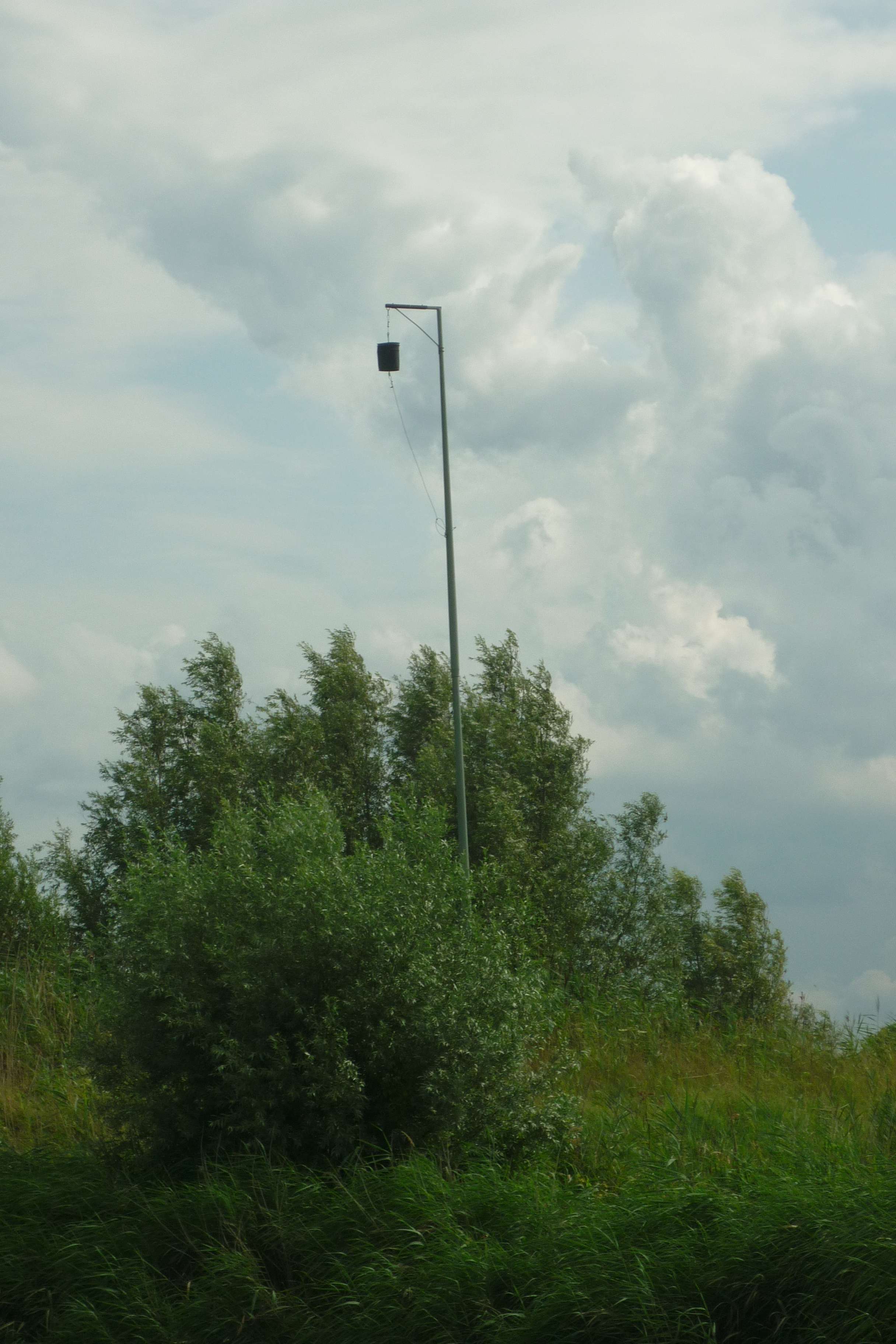
Het mandje dat werd gehesen om te waarschuwen dat er crossers aankwamen

Line-crosser of liniecrosser is een begrip uit de Tweede Wereldoorlog. Hiermee worden personen bedoeld die tijdens de laatste maanden van de oorlog een verbinding over de frontlijn tot stand brachten van bezet gebied naar het bevrijde zuiden van Nederland en terug.
In het najaar van 1944 werd het zuiden van Nederland bevrijd door het Engelse, Amerikaanse, Canadese en Poolse leger. De rivieren vormden sindsdien een langgerekte frontlijn. Line-crossers waren actief langs het gehele front, van Dodewaard tot aan de Biesbosch. Tot februari 1945 lag het zwaartepunt in de Betuwe.

## De opzet
Vanaf 6 november 1944 kwam de Biesbosch tussen de linies van de Duitsers en de geallieerden te liggen en onderhielden de "line-crossers" de verbinding. Zij waren tevens lid van Groep Albrecht. Het Hollandsch Diep, de Amer en de Bergsche Maas werden een natuurlijke grens tussen bezet en bevrijd Nederland. De Duitsers waagden zich nauwelijks in het onherbergzame gebied van de Biesbosch, waardoor het een ideale schuilplaats werd voor onderduikers.
Later die maand kwam een aantal mannen bij elkaar om een verbinding op te zetten tussen bevrijd en bezet Nederland. Over twee verschillende routes werden mensen, goederen, informatie en medicijnen (vooral insuline) vervoerd. In totaal werden ongeveer 374 oversteken gemaakt. Het waren vooral militaire koerierswegen, maar ook joden en gestrande piloten konden zo een weg naar bevrijd Nederland vinden. Hoewel bekend is hoeveel oversteken zijn gemaakt is niet bekend hoeveel mensen zijn overgezet. Een van hen was generaal John Hackett DSO, die in Arnhem zwaargewond was geraakt maar een operatie overleefde en wist te ontsnappen. Bij de familie de Nooij in Ede is hij maandenlang verzorgd, waarna hij via de Biesbosch ontsnapte. Dit heeft hij in 1978 beschreven in 'I was a stranger'.

## De routes
Er waren twee routes:
- van Werkendam naar Drimmelen: deze ging eerst een stukje over land, dan per kano over het Steurgat, langs de polder Pauluszand naar het eiland Middelste Jannezand en dan langs de Biesboschkant de Amer op. Daar hing tegenover restaurant 't Voske en tegenover de haven van Drimmelen een mand om aan te geven wanneer overgestoken moest worden. De mand werd verder gehesen als er crossers aankwamen.
- van de Sliedrechtse haven via de Helsluis over de Nieuwe Merwede, dan langs de Brabantse Biesbosch om de Amer over te steken naar Lage Zwaluwe.

De routes waren 13 tot 18 km lang, hoewel er soms ook een omweg gemaakt moest worden. Minimaal deed men daar vijf uren over, vaak ook een hele nacht. Er werd geroeid in kano's en kleine bootjes, soms met een geluidloze elektromotor, meestal 's nachts en vooral niet met volle maan. Soms werden zij achterna gezeten door Duitse stormboten. Tegen het einde van de oorlog werden bijna dagelijks overtochten gemaakt.

## Onderduikers

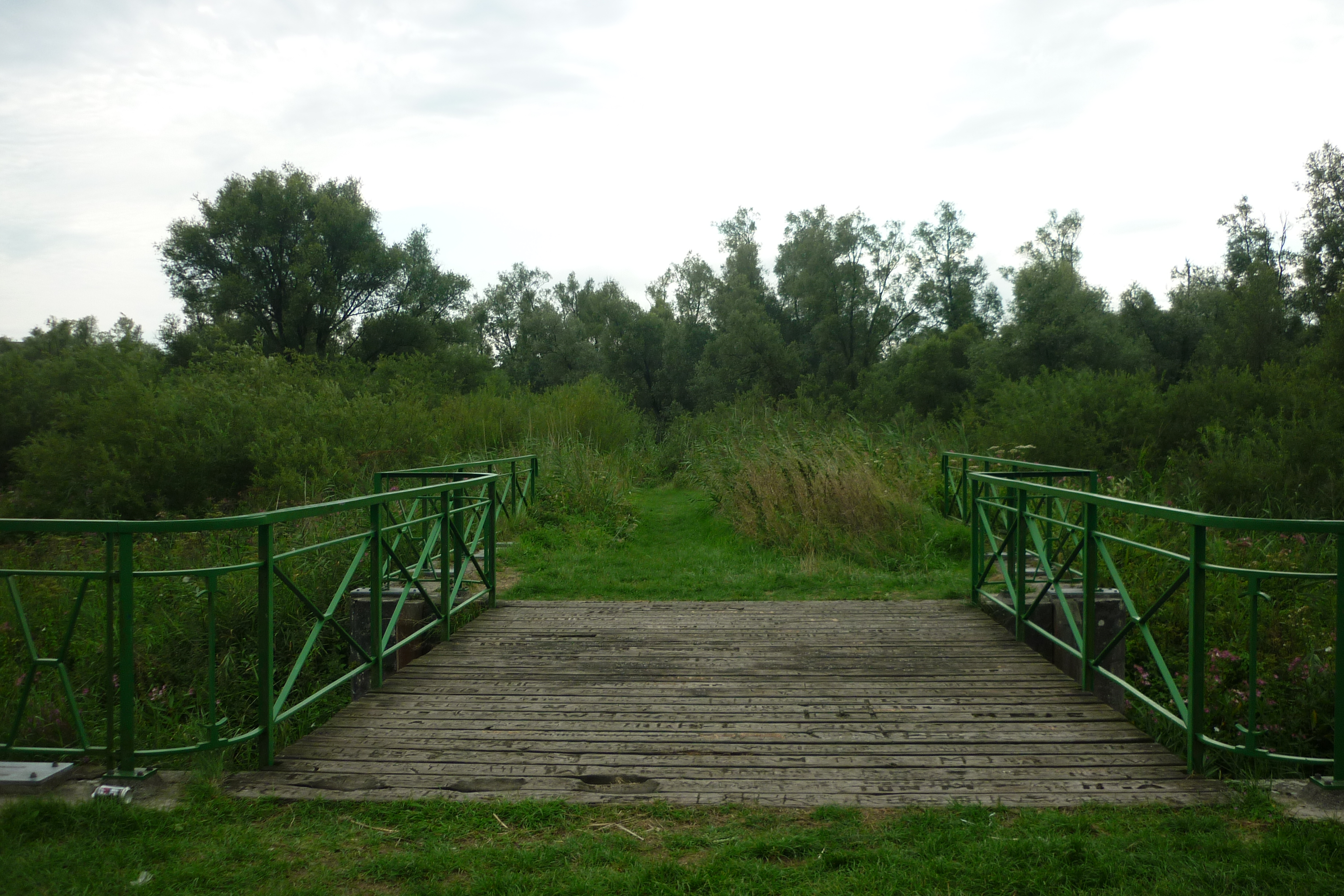
Het bruggetje

In de Biesbosch zaten ook verscheidene onderduikers verscholen. Er was slechts één bruggetje, het Brugje van St Jan. Dit werd na Dolle Dinsdag veel door deserterende Duitsers gebruikt, en regelmatig lukte het een paar van hen op te pakken. Samen met commandant Van der Werd en zijn Biesboschgroep werden ongeveer 75 mannen in griendwerkersarken gevangengezet en later aan het Poolse leger in bevrijd Nederland overgedragen. Commandant Van de Werd kreeg hiervoor in 1953 de Bronzen Leeuw.
Een van de problemen was voor al die gevangenen eten te vinden. Hiervoor werden in Hank voedselbonnen gestolen.

## De line-crossers
Alle 21 line-crossers kregen een onderscheiding.
MWO.4
- Arie van Driel uit Werkendam, postuum, hij maakte 53 crossings
- Kees van de Sande uit Sleeuwijk, postuum
- Jan de Landgraaf uit Sliedrecht
- Piet van den Hoek uit Werkendam. Hij maakte 37 oversteken. In de nacht van 13 januari 1945 ging verzetsstrijder Tijs Peele met hem mee. Zij werden gearresteerd en overgebracht naar werkkamp Waterloo. Zij zagen kans te ontvluchten. Tijs vertrok op 15 februari 1945 met een crossing vanaf Sliedrecht naar Lage Zwaluwe. Op 20 februari 1945 werd hij bij de Koninklijke Marine als matroos der tweede klasse (KMR TV'er) in werkelijke dienst aangenomen en op 4 maart 1945 vertrok hij naar Engeland waar hij een duikersopleiding volgde. Van den Hoek schreef in 1994 "Biesbosch-Crossings 1944-1945", een uitgave van Kok Voorhoeve (Kampen). Piet van den Hoek was de laatste nog levende line-crosser. Hij overleed in 2015.

Bronzen Leeuw
- Jacobus Bakker uit Sliedrecht was de eerste militaire koerier die met een kano vanuit Sliedrecht naar bevrijd gebied roeide
- Cornelis Leendert Bolijn uit Sliedrecht
- Pieter van Dam uit Hardinxveld
- Desiderius Hubertus van Gool uit Gorinchem
- Jacobus Cornelis Hoevenaar uit Lage Zwaluwe
- Franciscus Johannes Maria Hoffmans uit Waalwijk
- Albert Kunst uit Sliedrecht
- Jacobus Meyer uit Sliedrecht
- Johannes Rombouts uit Dordrecht
- Cornelis Visser uit Werkendam
- Jan Visser uit Sliedrecht

Bronzen Kruis
- Leendert Gerardus van Beugen uit Sleeuwijk
- Arie de Boon uit Hardinxveld
- Cornelis de Boon uit Hardinxveld
- Cor Hoekstra uit Sprang raakte zwaargewond, kreeg een kogel in zijn hoofd en raakte verlamd.
- Adriaan de Keijzer uit Werkendam
- Leendert van Kempen uit Werkendam
- Willem van Veen uit Werkendam

Opvallend is dat drie mensen uit de gemeente Werkendam de Militaire Willems-Orde kregen, meer dan uit enig andere Nederlandse gemeente.

## Enkele passanten
Er werden in twee richtingen mensen overgezet, naar bezet Nederland of juist eruit. Van weinigen is de naam bekend. De volgende agenten gingen via de Biesbosch naar bevrijd gebied:
- Theodorus Bernardus Bleeker, hij kreeg het Bronzen Kruis
- Stephan Marie Claessens
- Dirk Dral, hij kreeg het Bronzen Kruis
- Jan Willem van Driel
- Riet van de Haterd-van Grunsven (1918-2008), 4x heen en weer tussen 22 februari en 15 april 1945.[4] Zij kreeg de Bronzen Leeuw.
- Lt. Ivan Brooks Hollomon, Amerikaanse piloot
- Adriaan de Keizer, hij kreeg het Bronzen Kruis

De P-51 Mustang van Lt. Hollomon van de 359th Fighter Group kreeg op 11 september 1944 tijdens een luchtgevecht bij Kölleda motorpech. Hij moest het gevecht verlaten en vloog terug. Onderweg beschoot hij enkele Duitse locomotieven en wagons. Boven Utrecht begaf zijn motor het en stortte hij neer. Hij kon tijdig het vliegtuig verlaten en landde bij Lakerveld, waar hij de familie van Evert van Dijk aantrof, die aan de Merwede woonde. Ze hielpen hem aan kleding en een bergplaats. Na enkele dagen bereikte hij Gorinchem, waar hij in contact kwam met Adriaan de Keijzer en Wim van der Veen van Groep Albrecht. Adriaan de Keizer en zijn vriendin zetten Hollomon op 5 december over, de crossing duurde 40 uur omdat er zoveel Duitse patrouilles waren.

## Na de oorlog

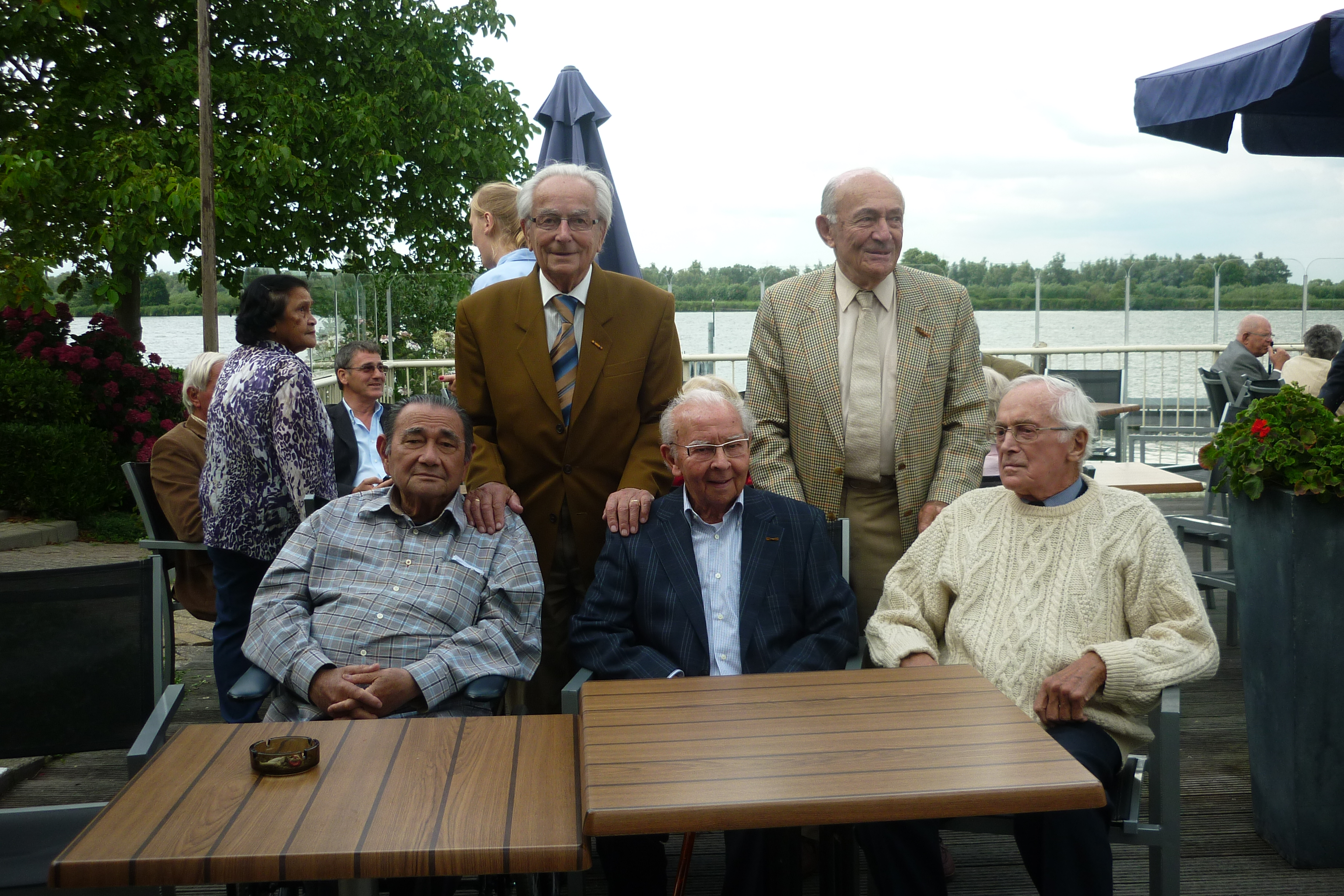
Vijf ridders MWO

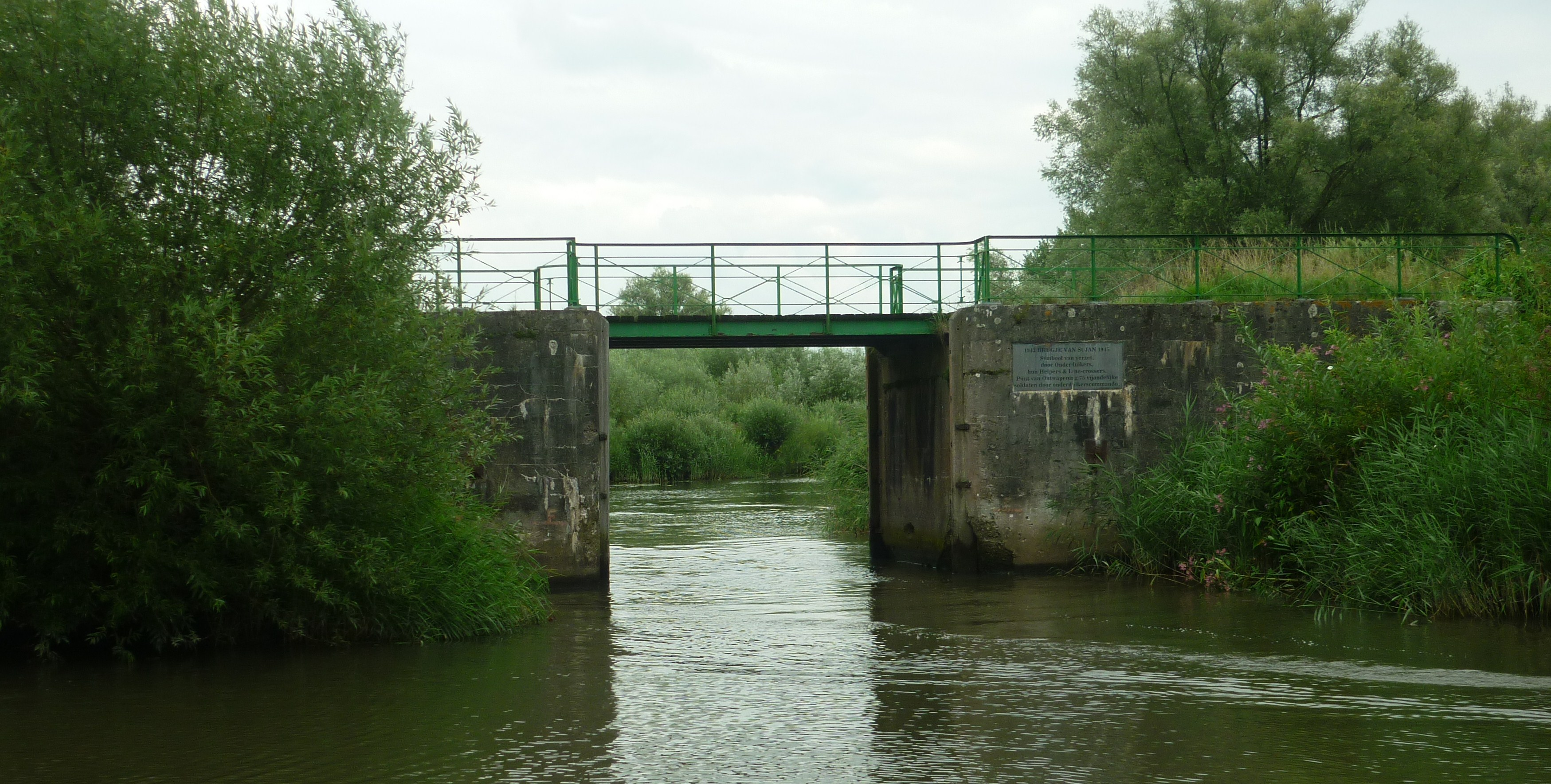
Brugje van St Jan

#### Reünie in 1984
Op dinsdag 4 december 1984 kwam een vijftigtal reünisten bij elkaar bij het Biesbosch Museum. Zij waren van de voormalige groep Biesbosch, een verzetsgroep waartoe ook de line-crossers behoorden. Prins Bernhard was aanwezig, en Piet van den Hoek hield een toespraak waarin hij memoreerde hoe zij 75 Duitse soldaten krijgsgevangen maakten en bijna acht weken lang op twee boten vasthielden voordat ze aan de Polen konden worden overgedragen.

#### Herdenkingen
Op 12 augustus 2010 heeft Piet van den Hoek in gezelschap van vier andere ridders van de Militaire Willems-Orde en enkele gasten een herdenkingsbijeenkomst gehouden. Vanuit 't Voske werd in een fluisterboot een bezoek gebracht aan de Biesbosch en aan het Brugje van St Jan met gedenkteken, het symbool van het verzet.
Over deze brug probeerden Duitsers te ontsnappen; zij kwamen via een mijnenveld bij de overkant van het brugje aan. De omgeving bestond toen uit grienden en riet, er waren nog geen struiken en bomen. Piet van den Hoek was betrokken bij de aanhouding van de eerste twee Duitsers, er werd bij geschoten maar de kogel ging tussen zijn benen door. De hier gevangengenomen Duitsers werden in een boot gezet en later aan het Poolse leger in bevrijd Nederland overgedragen.

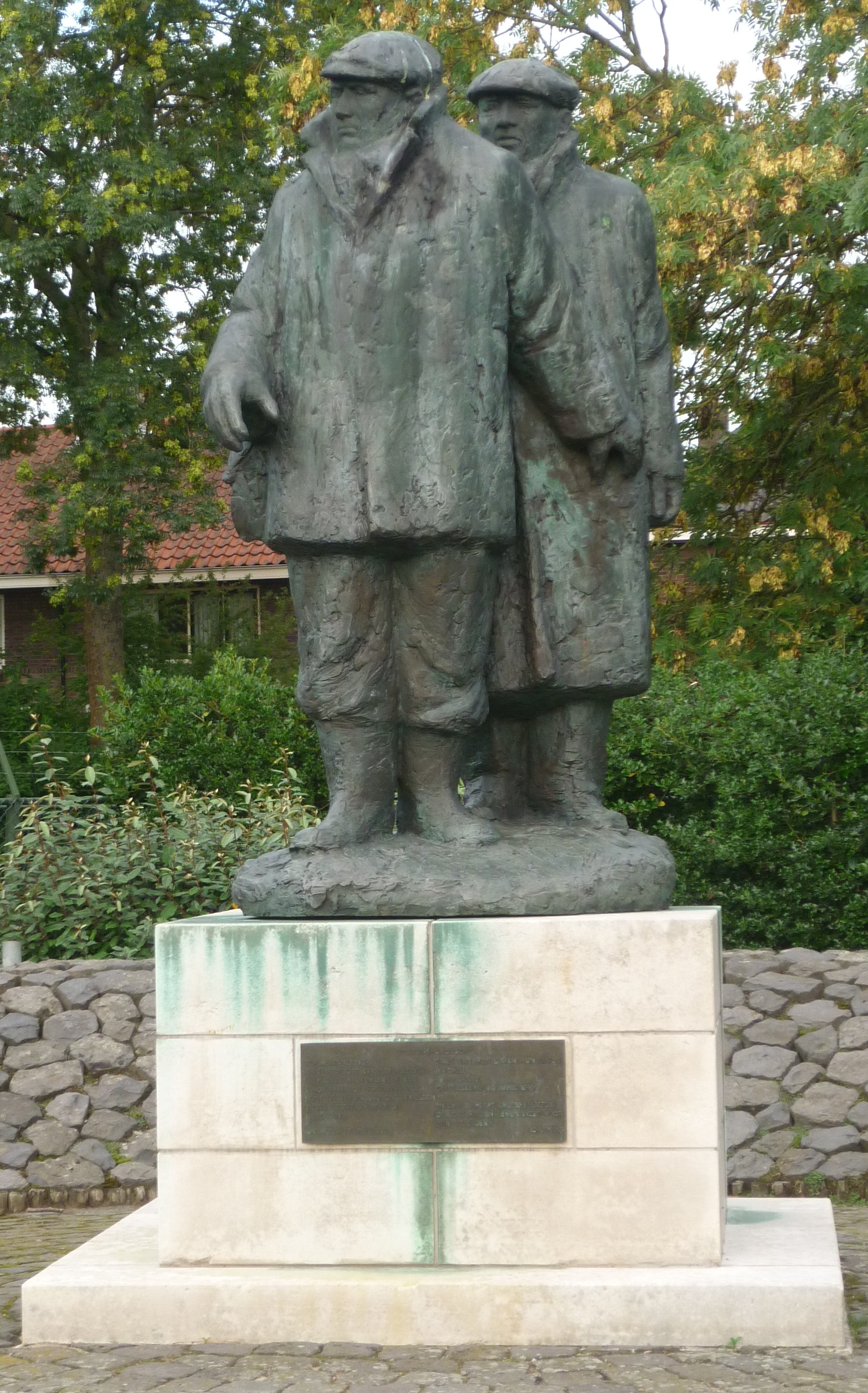
Monument in Werkendam

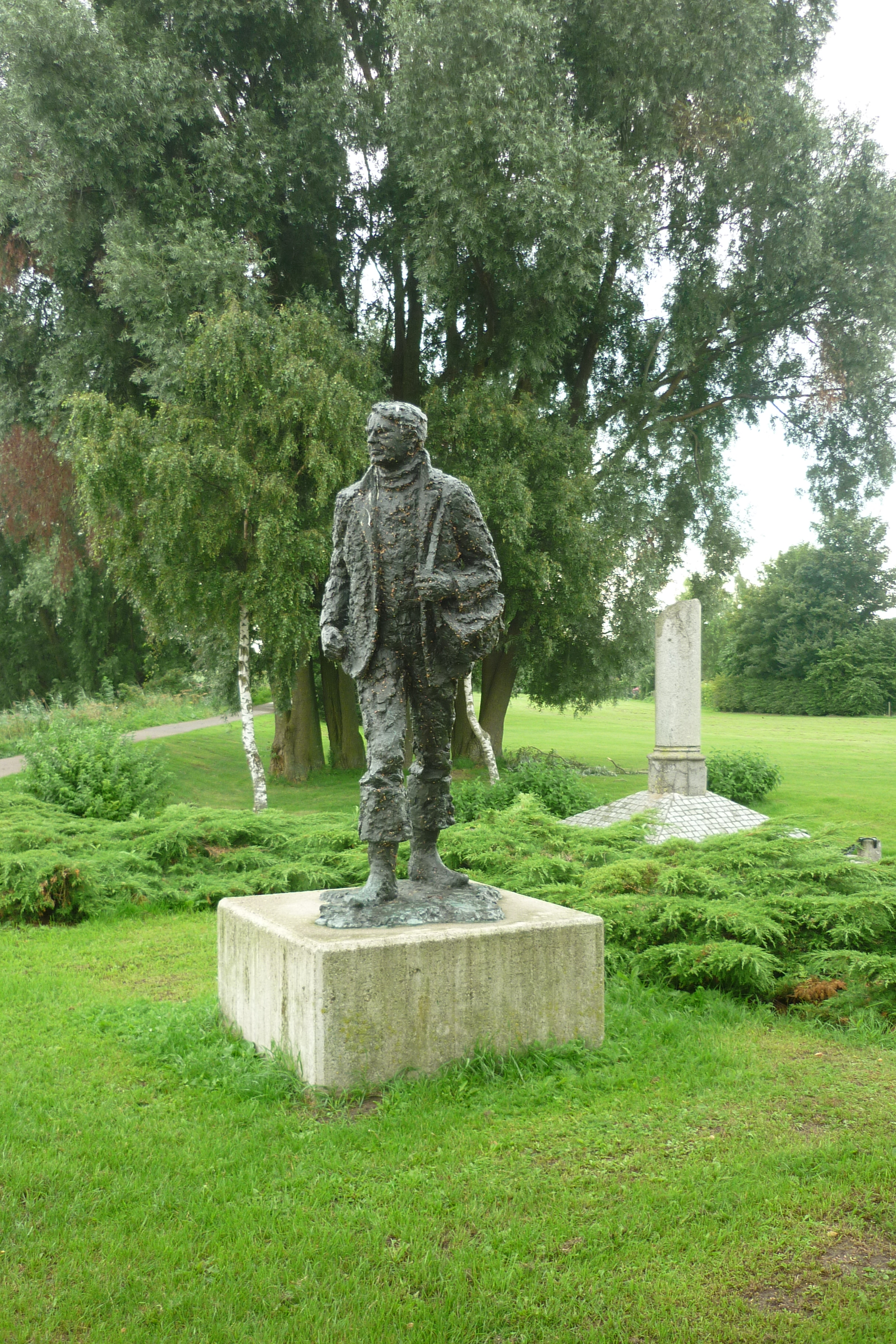
Monument in Lage Zwaluwe

Ook in 2011 maakten de ridders een boottocht door de Biesbosch. Er werd hierbij ook getoond waar een Junker 77 was neergestort.

#### Biesbosch onder vuur
In 2015 is er een film en in 2019 een theatervoorstelling gemaakt over de crossings door de Biesbosch. Beiden hebben de titel Biesbosch onder vuur gekregen. De première van de film is gedaan op locaties rond de Biesbosch, de theatervoorstelling werd gespeeld in de Biesbosch op de Hofmansplaat.

## Monumenten

### De line-crosser in Werkendam
In Werkendam is een monument opgericht ter nagedachtenis van Arie van Driel (1918-1945) en Kees van de Sande (1905-1945). Beide mannen staan in brons op een natuurstenen sokkel. Het meer dan levensgrote beeld is gemaakt door beeldhouwer Niek van Leest. Op de plaquette staat:

"DE LINE-CROSSER"

Ter herinnering aan de verzetsstrijders

die via de Biesbosch en Merwede 

van 6 november 1944 tot 5 mei 1945 

ter boot de verbinding onderhielden

tussen bezet en bevrijd Nederland.

Twee van hen gaven hun leven:

A.v.Driel en K.P.v.d.Sande, gefusilleerd 30 april 1945.

### Monument voor de line-crossers bij Hank
Nabij Hank (aan de A27) heeft Prins Bernhard op 5 oktober 1960 een monument onthuld waarop een beeltenis staat van de twee verzetshelden Arie van Driel en Kees van de Sande. De gedenkplaat is gemaakt door kunstenaar Jacques van Poppel.

### De line-crosser in Lage Zwaluwe
Het monument in Lage Zwaluwe is gemaakt door Niek van Leest. Het bronzen beeld werd in 1977 onthuld door prins Bernhard. Niet ver van dit monument staat een zuil (in 1977 verplaatst naar de huidige locatie aan de oever van de Amer), afkomstig van de kloosterkapel van de Zusters van het Allerheiligste Hart van Jezus te Moerdijk die tijdens de Tweede Wereldoorlog werd verwoest.

Deze zuil uit een door de vijand verwoeste kerk in onze gemeente, 

getuigt thans hier van de onverwoestbare liefde voor vrijheid, 

vorstenhuis en vaderland van de Line Crossers 

die over deze haven tussen november 1944 en mei 1945 

driehonderd-vierenzeventig maal de frontlijn doorbraken.

### Het "Crossline"-monument in Sliedrecht
Het "Crossline"-monument in Sliedrecht werd gemaakt door Hans Bayens (1924-2003) en in 1966 onthuld door prins Bernhard. Vele Sliedrechters verkiezen dit monument boven het officiële oorlogsmonument om op 4 mei de slachtoffers van de oorlog te herdenken.

Ter herinnering aan de Crossline
De Crossline heeft een belangrijke rol gespeeld in de Tweede Wereldoorlog. Er was in de jaren '44-'45 een route tussen Sliedrecht en Lage Zwaluwe, waarlangs mensen, medicijnen en informatie werden vervoerd. De Crossers voeren met kano's en roeiboten onder het oog van de Duitsers en waagden hun leven voor de vrijheid van ons land.
We hopen dat die vrijheid nooit meer in gevaar zal komen.

### Monumenten voor de boeren
In 2017 werden in Werkendam en Drimmelen monumenten onthuld als eerbetoon aan de boeren uit de Biesbosch, die onderduikers, gestrande Engelse piloten en Joden hebben opgevangen en Duitse krijgsgevangenen te eten gaven.